# ヤリ・シッランパー

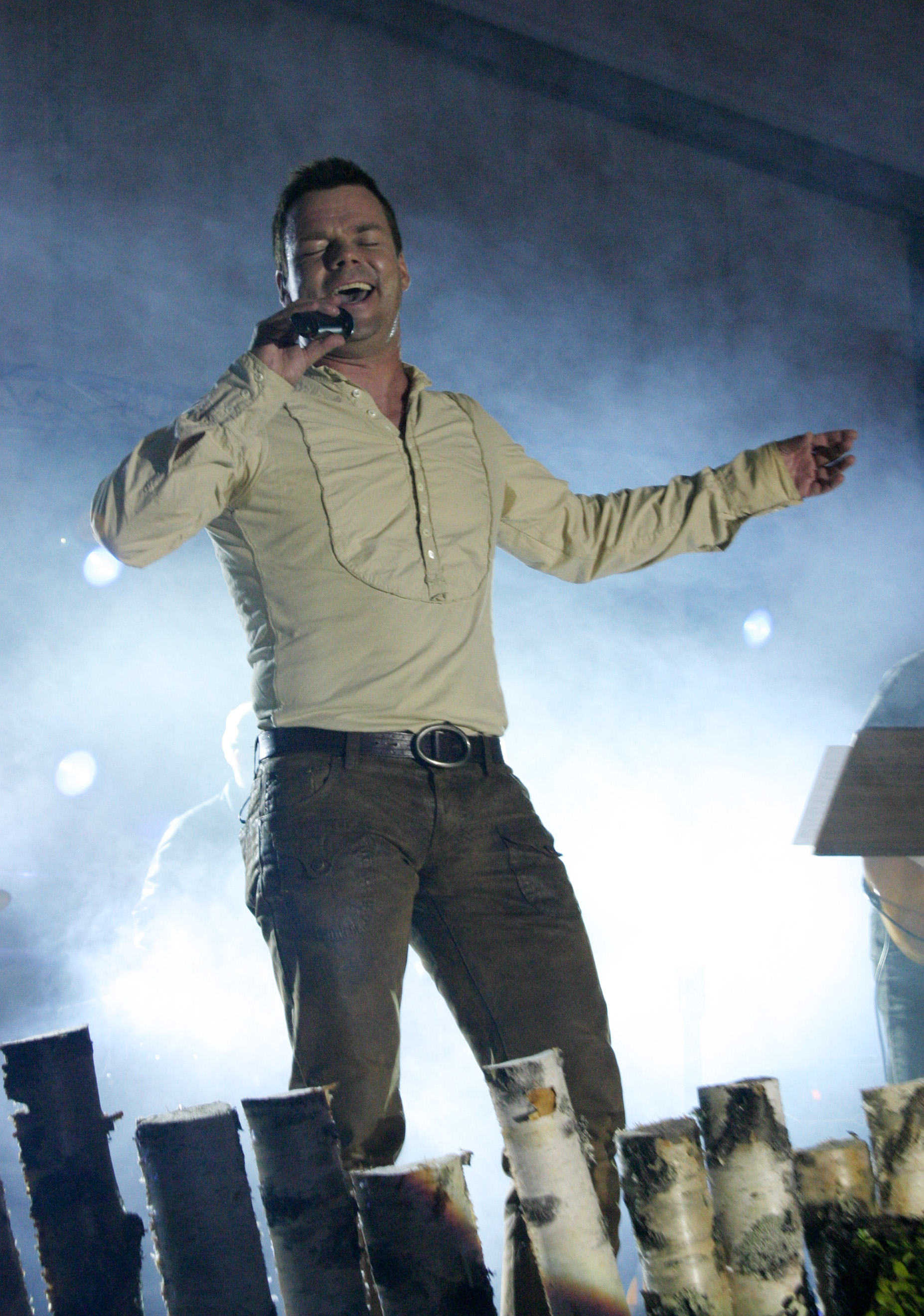
ヤリ・シッランパー

ヤリ・シッランパー（Jari Sillanpää, 1965年8月16日 - ）はスウェーデンのルドヴィカ出身のフィンランドの歌手。1995年セイナヨキタンゴコンテストで優勝してから有名になった。フィンランド系スウェーデン人として生まれるが、2010年代初頭にフィンランドの市民権も取得した。

## 来歴
彼の最初のアルバムJari Sillanpääは1995年に発売されフィンランド一の売り上げ記録を達成した。
ルーマニアのチェルブル・デ・アウル国際音楽祭に1997年フィンランド代表で出場。ルーマニア語の歌"Remember Me"を歌ったことで特別賞を受賞。
ユーロビジョン・ソング・コンテスト2004でもフィンランド代表で持ち歌“Takes 2 To Tango”を歌い51点を獲得して14位、過去10年のフィンランドで最高を記録した。
彼の同性愛説は1995年の優勝からイエローペーパーで言われていたが、2006年になってフィンランドのトークショー"Tuomas & Juuso Experience"にて、彼は元恋人が男性であったことを公にした。新聞がまともに受け取るとは思わないので秘密にしておいたと彼は言った。
2018年にシッランパーはメタンフェタミンを購入しようとして、10ヶ月の有期刑を処された。2020年にシッランパーは児童ポルノ所持の容疑で有罪を宣告され、約15000ユーロの罰金を払った。

## アルバム
- Jari Sillanpää (1996年)
- Hyvää Joulua (Merry Christmas) (1996年) - Christmas Album
- Auringonnousu (The Sunrise) (1997年)
- Varastetut helmet (Stolen Evergreens) (1998年)
- Onnenetsijä (A Fortune Seeker) (1999年)
- Kuninkaan kyyneleet (The Tears of King) (2000年) - Collection
- Maa on niin kaunis (Land Is So Beautiful) (2000年) - Christmas Album
- Hän kertoo sen sävelin (He's Telling It By Melodies) (2001年)
- Määränpää tuntematon (Unknown Destination) (2003年)
- Parhaat (The best ones) (2005年) - Collection